# Caradon
Caradon é um distrito da Cornualha.